# Catherine Bouchard
Catherine Bouchard ist eine französische Kostümbildnerin.

## Leben
Catherine Bouchard ist die Schwester der Kostümbildnerin Jacqueline Bouchard. Bevor beide beim Film tätig wurden, arbeiteten sie zusammen in der Werbebranche. Bei Werbespots für Kodak und Lee Cooper Jeans trat Jacqueline als Stylistin in Erscheinung, während Catherine für die Kostüme sorgte.
Ihre ersten Engagements beim französischen Film erhielt Catherine Bouchard zusammen mit ihrer Schwester als Kostümbildnerin für Nathalie Delons Liebeskomödie Sweet Lies (1987) und Claude Millers Filmdrama Die kleine Diebin (1988). Auch in späteren Jahren arbeiteten die Schwestern wiederholt zusammen. Ab Mitte der 1990er Jahre begann Catherine Bouchard eigenständig Kostümbilder von Filmen zu entwerfen, etwa für Claude Sautets Nelly & Monsieur Arnaud mit Emmanuelle Béart und Michel Serrault in den Titelrollen.
Ab 1999 wirkte sie häufig unter der Leitung der Regisseure François Dupeyron und Pascal Thomas. Für Dupeyrons im Ersten Weltkrieg spielende Romanverfilmung Die Offizierskammer (2001) erhielt sie ihre erste Nominierung für den César in der Kategorie Beste Kostüme. Auch bei Dupeyrons internationalem Erfolg Monsieur Ibrahim und die Blumen des Koran (2003) nach der gleichnamigen literarischen Vorlage von Éric-Emmanuel Schmitt war sie für das Kostümbild zuständig. Für Regisseur Pascal Thomas kam sie vor allem bei Komödien zum Einsatz, in denen Catherine Frot die weibliche Hauptrolle spielte.
Für eine von 2017 bis 2018 am Théâtre Montparnasse aufgeführte Inszenierung von Alessandro Bariccos Monolog Novecento mit André Dussollier war Catherine Bouchard ebenfalls als Kostümbildnerin tätig.

## Filmografie (Auswahl)
- 1987: Sweet Lies
- 1988: Die kleine Diebin (La Petite voleuse)
- 1989: Liebe, Betrug und andere Leidenschaften (Chambre à part)
- 1995: Nelly & Monsieur Arnaud
- 1998: Die Klassenfahrt (La Classe de neige)
- 1999: C’est quoi la vie?
- 1999: La Dilettante
- 2000: Das Zimmer der Zauberinnen (La Chambre des magiciennes) (TV-Film)
- 2000: Le Prof
- 2001: Kinder haften für ihre Eltern (Mercredi, folle journée!)
- 2001: Die Offizierskammer (La Chambre des officiers)
- 2002: La Repentie
- 2002: Adolphe
- 2003: Verlorene Seelen (Les Marins perdus)
- 2003: Monsieur Ibrahim und die Blumen des Koran (Monsieur Ibrahim et les fleurs du Coran)
- 2004: Podium
- 2004: Inguélézi
- 2004: Pourquoi (pas) le Brésil
- 2005: Zwei ungleiche Freunde (Je préfère qu’on reste amis)
- 2005: Mon petit doigt m’a dit …
- 2006: La Californie
- 2006: Le Passager de l’été
- 2007: Michou d’Auber
- 2007: Le Prix à payer
- 2008: Passe-passe
- 2009: Incognito
- 2009: Die Eleganz der Madame Michel (Le Hérisson)
- 2010: Nix zu verhaften (Protéger & servir)
- 2012: La Vérité si je mens! 3
- 2012: Associés contre le crime: L’Œuf d’Ambroise
- 2014: Valentin Valentin
- 2015: Unsere Wildnis (Les Saisons) (Dokumentarfilm)
- 2017: Frühes Versprechen (La Promesse de l’aube)

## Auszeichnungen
- 2002: Nominierung für den César in der Kategorie Beste Kostüme für Die Offizierskammer
- 2005: Nominierung für den César in der Kategorie Beste Kostüme für Podium
- 2018: Nominierung für den César in der Kategorie Beste Kostüme für Frühes Versprechen